# David Bartimej Tencer
Dávid Bartimej Tencer, OFM Cap. (Nová Baňa, distrito de Žarnovica, Región de Banská Bystrica, Eslovaquia, 18 de mayo de 1963) es un obispo católico eslovaco, residente en Islandia. Obispo de Reikiavik (desde 2005).

## Biografía
Completó sus estudios teológicos en la Universidad Comenius de Bratislava y en el seminario de la diócesis del mismo nombre. El 15 de junio de 1986 fue ordenado sacerdote para la diócesis de Banská Bystrica. Posteriormente trabajó como vicario parroquial. En 1990 ingresó en la provincia eslovaca de la Orden de los Frailes Menores Capuchinos. Después del noviciado continuó sus estudios en Roma, obteniendo la licencia en Teología (1994). El 28 de agosto de 1994 emitió la profesión solemne.
Inició su labor pastoral como párroco en Hólíč, continuándolo en Hriňová donde fue enviado en 1996 para fundar un nuevo convento que se convirtió en el lugar de formación de los postulantes capuchinos. Tencer fue rector de ese instituto hasta 2002. En 2003 fue nombrado superior del convento de Žilina.
En 2004 fue trasladado a Islandia para participar en la misión e iniciar una presencia capuchina. Fue vicario parroquial de la parroquia Stella Maris en Reikiavík y párroco de la parroquia de San Torlaco en Reyðarfjörður.

## Obispo de Reikiavik
El 18 de septiembre de 2015, el Papa Francisco lo nombró obispo de Reikiavík. Recibió la ordenación episcopal el 31 de octubre siguiente de manos del obispo emérito de Reikiavík Pierre Bürcher, del arzobispo co-consagrado Henryk Józef Nowacki, nuncio apostólico en Suecia, Islandia, Dinamarca, Finlandia y Noruega, y del obispo de Žilina Tomáš Galis.
El 17 de junio de 2017 consagró la nueva iglesia en Reyðarfjörður. El edificio es un regalo de la Iglesia católica eslovaca. Fue construido con madera en Eslovaquia, luego desmantelado y transportado a Islandia. El primer ministro eslovaco, Robert Fico, también estuvo presente en la ceremonia. En junio de 2018 realizó la visita ad limina.